# Il principe fusto
Il principe fusto è un film del 1960 diretto e interpretato da Maurizio Arena.

## Trama
Un giovane popolano trasteverino finge di essere un principe per corteggiare una turista americana. Farà così soffrire la sua giovane fidanzata.